# Edel-Reizker
Der Edel-Reizker oder Echte Reizker (Lactarius deliciosus) ist eine Pilzart aus der Familie der Täublingsverwandten (Russulaceae). Charakteristisch ist der an verletzten Stellen austretende Milchsaft, der im Unterschied zu anderen Reizkern lebhaft und unverändert orangerot gefärbt ist. Der Pilz lebt mit Kiefern in Symbiose. Deshalb wird die Art auch Kiefern-Blutreizker genannt. Der Blätterpilz gilt als guter Speisepilz. Nach dem Verzehr verfärbt sich der Harn rot, was jedoch harmlos ist. Die Ursache hierfür ist der Gehalt an Azulenen (Sesquiterpene). Das lateinische Epitheton deliciosus bedeutet „köstlich“. Der deutsche Name Reizker ist ein Wort slawischen Ursprungs und lässt sich mit Rotmilchling übersetzen.

## Merkmale

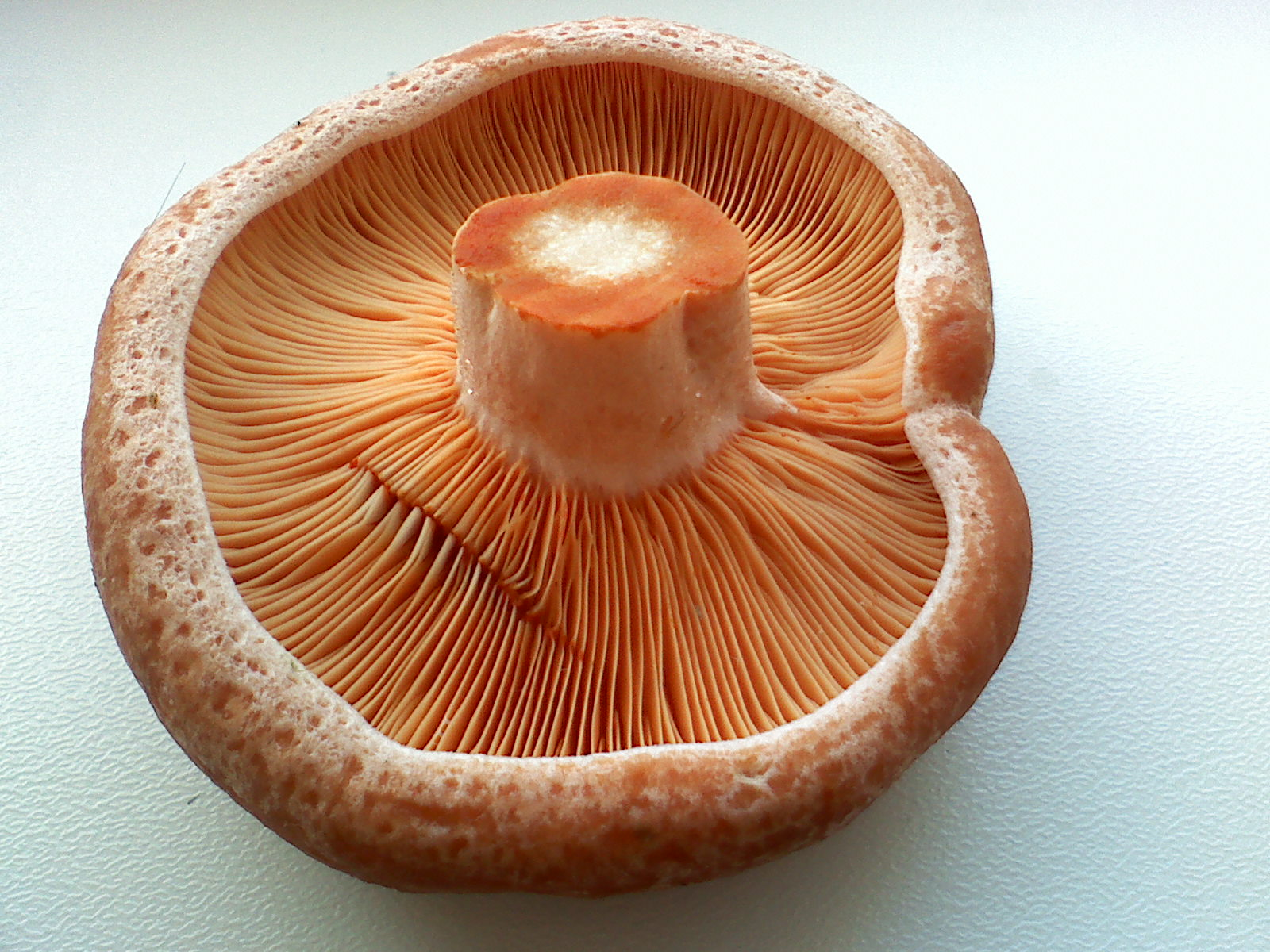
Hutunterseite eines Fruchtkörpers

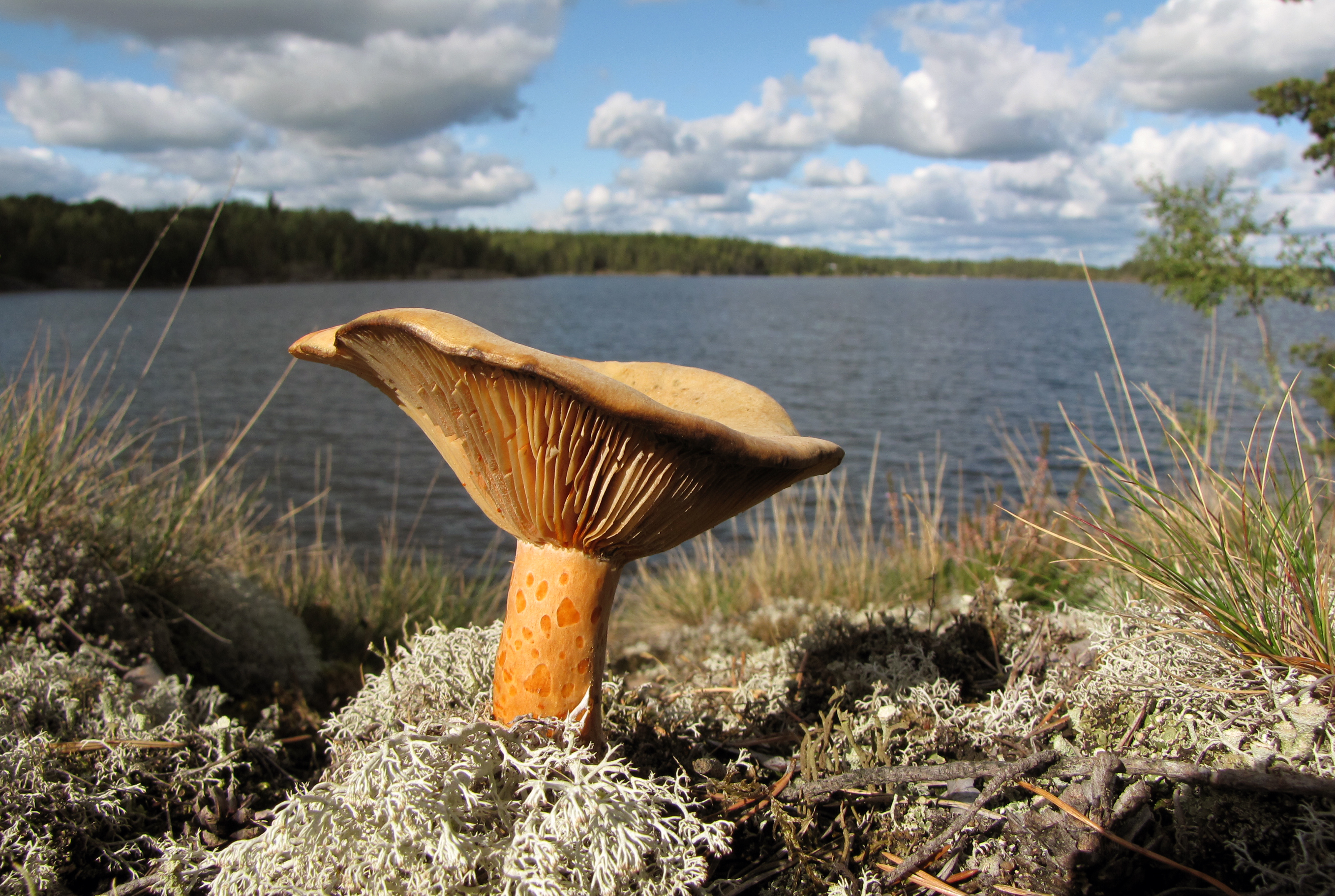
Typisch für den Edel-Reizker sind die deutlichen, orangen Gruben am Stiel

### Makroskopische Merkmale
Der Hut erreicht einen Durchmesser von 10–20 cm. Der Rand ist oft wellig verbogen. Die Huthaut ist etwas klebrig und bei Trockenheit bereift. Auf einem ocker-orangefarbenen bis ziegelroten Grund befindet sich eine ausgeprägte dunklere Zonierung oder ein konzentrisch getropftes Muster. Die Lamellen haben einen blass orangen Ton. An verletzten Stellen färben sie sich erst spät grün. Das Sporenpulver ist hellocker gefärbt. Der Stiel fällt mit einer Länge von bis zu 5 cm relativ kurz und einem Durchmesser von etwa 2 cm stämmig aus. Er hat fast die gleiche Farbe wie der Hut und zeigt meist deutlich abgesetzte, dunklere Gruben. Das orange Fleisch ist fest, hart und bricht nur schwer. Auch die Milch ist orange gefärbt. Sie verblasst später etwas und färbt sich schließlich leicht grün. Der Geruch ist angenehm fruchtig, der Geschmack mild.

### Mikroskopische-Merkmale
Die elliptischen Sporen sind 7,2–9 µm lang und 5,9–7 µm breit. Der Q-Wert (Quotient aus Sporenlänge und Sporenbreite) ist 1,2–1,4. Das Sporenornament ist bis zu 0,5 µm hoch und besteht aus wenigen Warzen sowie Rippen, die fast vollständig netzig verbunden sind. Die keuligen Basidien sind 40–60 µm lang und 9–11 µm breit und tragen je 4 Sterigmen. Die Cheilozystiden kommen in zwei Modifikationen vor. Einmal als spindel- bis pfriemförmige, 25–35 µm lange und 4–6 µm breite Makrozystiden und dann als zylindrische bis schwach keulige Zystiden, die zwei- bis vierfach septiert und 33–70 µm lang und 4–7 µm breit sind. Beide Formen sind wenig zahlreich. Die Pleuromakrozystiden sind spindelförmig bis pfriemförmig, 45–60 µm lang und 6–8 µm breit und sehr spärlich. Die Huthaut besteht mehrheitlich aus parallel liegenden, 2–6 µm breiten, gelatinisierten Hyphen.

## Artabgrenzung

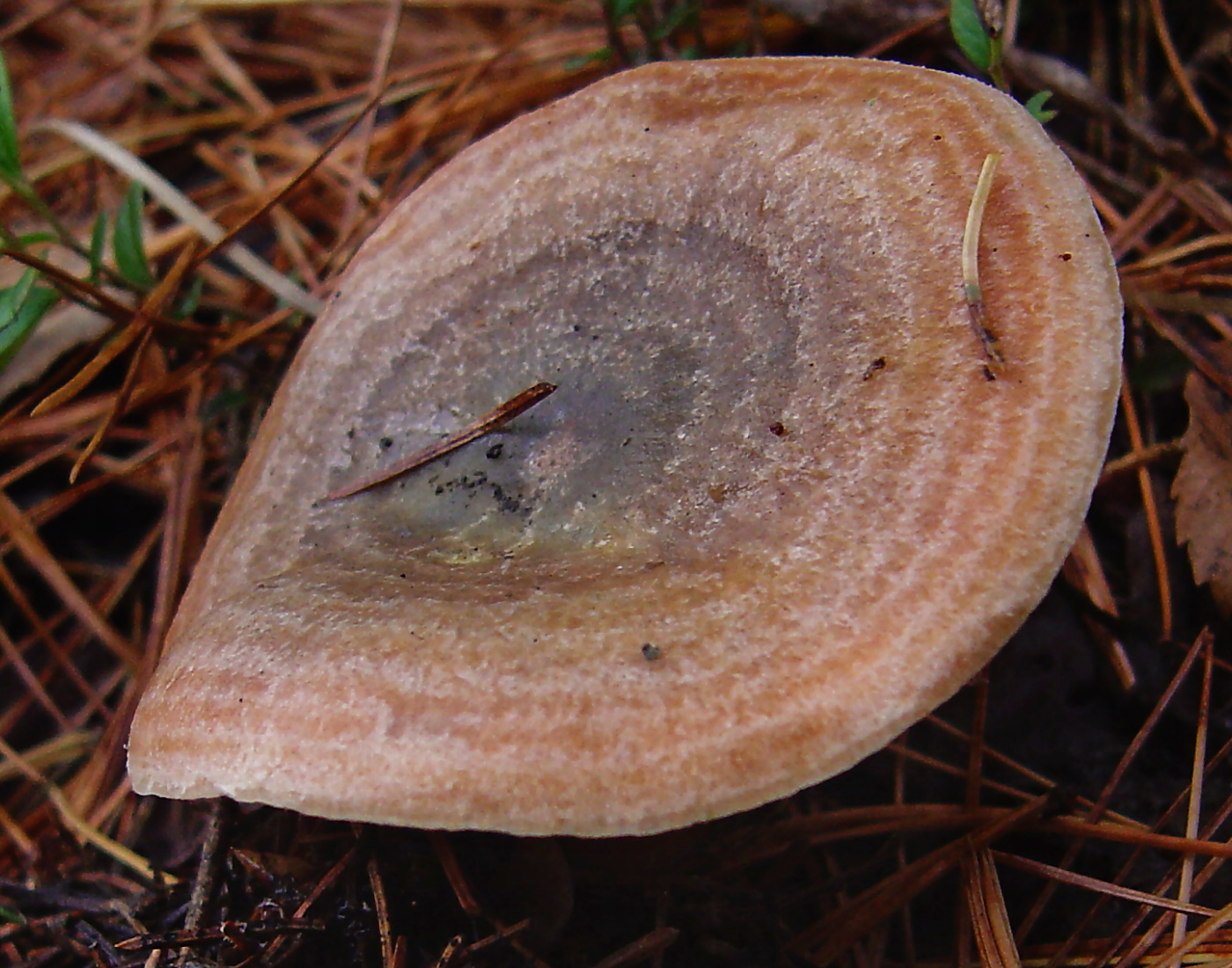
Wechselblauer Edelreizker (Lactarius quieticolor) mit konzentrisch gezontem und bläulich getöntem Hut

Unter der Bezeichnung Echte Reizker oder Blut-Reizker meint man im Volksmund manchmal noch ähnliche Arten, die allesamt essbar oder zumindest ungiftig sind. Ein gemeinsames und sicheres Merkmal ist ihre rötliche Milch, die sie von ungenießbaren oder giftigen Milchlingen unterscheidet.
Besonders ähnlich ist der Wechselblaue Edel-Reizker (Lactarius quieticolor), der früher auch als Varietät des Edel-Reizkers eingestuft wurde (siehe Abschnitt Systematik).
Als sehr gute Speisepilze gelten der Spangrüne Kiefern-Reizker (Lactarius semisanguifluus), sowie der Weinrote Kiefern-Reizker (Lactarius sanguifluus). Ersterer unterscheidet sich vom Edel-Reizker durch den nicht grubigen Stiel, eine nach kurzer Zeit weinrot verfärbende Milch und die bei älteren Exemplaren dunkelgrün verfärbenden Hüte. Letzterer bildet an Schnittstellen eine sich rasch weinrot verfärbende Milch und ist insgesamt weinrötlicher gefärbt.
Der am häufigsten vorkommende Reizker, der Fichten-Reizker (Lactarius deterrimus), ist geschmacklich eher minderwertiger als die oben genannten Verwandten. Diese Art bekommt an Druckstellen schon bald grüne Flecken. Er kommt nur unter Fichten vor, sein Fleisch schmeckt deutlich bitter, die Milch färbt sich nach etwa 15 Minuten weinrot und der Hut ist schwächer gezont.
Eine weitere Art, die nur unter Tannen wächst, ist der Lachs-Reizker (Lactarius salmonicolor). Dessen Milch färbt sich nach bis zu 30 Minuten ebenfalls weinrot. Sein Geschmack weist eine bittere Komponente auf, weshalb der Pilz bei vielen Pilzsammlern als ungenießbar gilt.
Ähnlich kann auch der Zottige Birken-Milchling aussehen. Er besitzt jedoch einen wolligen Hut sowie eine weiße, scharf schmeckende Milch und ist unter Birken zu finden.

## Ökologie und Phänologie

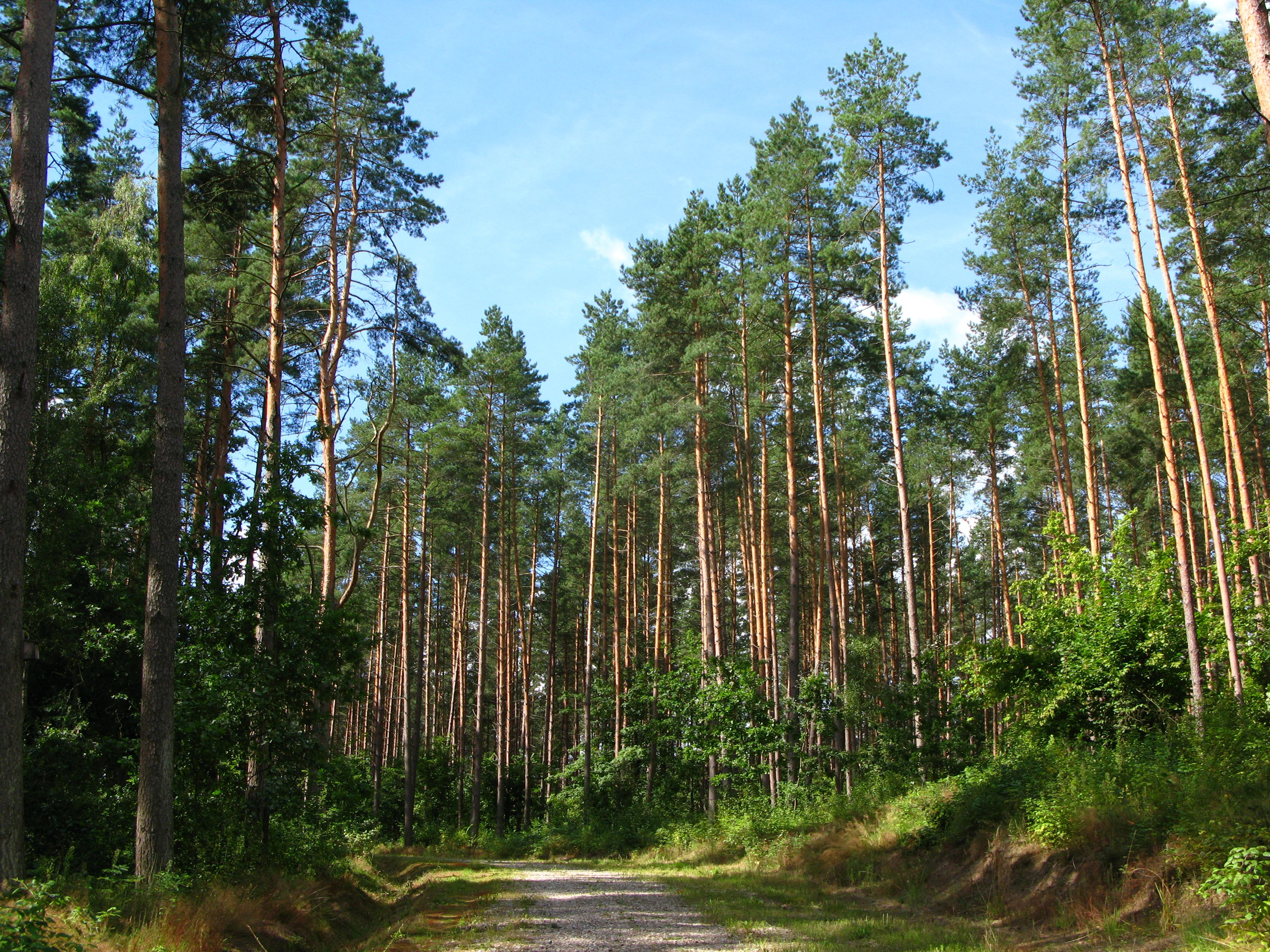
Der Edel-Reizker ist ein Kiefernbegleiter

Der Edel-Reizker ist ein Mykorrhiza-Pilz, der meist mit Kiefern, vor allem Waldkiefern zusammenlebt. Er ist in Kiefernwäldern sowie in Nadel- und Mischwäldern mit Kiefern an lichten Stellen oder Waldwegrändern zu finden. Außerdem ist er in Parks, Gärten und ähnlichen Biotopen anzutreffen. Sehr schattige Lagen sowie sehr feuchte, zum Beispiel staunasse Böden und stark mit Stickstoff angereicherter Untergrund werden gemieden. Der Pilz besiedelt frische bis trockene, meist flachgründige Böden über Kalk, Sand- und Urgestein. Diese sind sauer bis alkalisch und schwach bis mäßig nährstoffhaltig.
Die Fruchtkörper erscheinen vor allem von September bis Oktober.

## Verbreitung

Verbreitung des Edel-Reizkers in Europa. Grün eingefärbt sind Länder, in denen der Milchling nachgewiesen wurde. Grau dargestellt sind Länder ohne Quellen oder Länder außerhalb Europas.

Der Edel-Reizker ist in der Holarktis verbreitet. So ist er in Nordamerika, auf Madeira, Europa, Nordafrika und Asien (Israel, Armenien, Ostsibirien und China) zu finden. In Europa ist der Pilz von Belgien und den Balearen über Italien, Serbien und Ungarn bis nach Russland sowie bis Südfinnland im Norden weit, jedoch sehr ungleichmäßig verbreitet. Häufiger ist er dabei im Osten, seltener dagegen im Westen und Süden. In Deutschland ist er weit verbreitet, allerdings von unterschiedlicher Dichte.

## Systematik
Vom Edel-Reizker sind zahlreiche Formen und Varietäten bekannt, die von einigen Autoren auch als eigenständige Arten aufgefasst werden. Dazu zählen unter anderem die Taxa hemicyaneus, pinastri, quieticolor und semisanguinascens. Sie werden heute als Synonyme des Wechselblauen Edel-Reizkers (Lactarius quieticolor) geführt. Die Art unterscheidet sich vom Edel-Reizker durch einen bräunlicher gefärbten, jung oft etwas blau getönten Hut und langsam weinrötlich verfärbende Milch. Mikroskopisch besitzt der Milchling mehr kugelige und innerhalb der Sektion Deliciosi die am gröbsten ornamentierten Sporen.
Als untergeordnetes Taxon des Edel-Reizkers wird inzwischen nur noch die Form rubescens angesehen. Sie ist durch Fruchtkörper gekennzeichnet, deren Milch nach einigen Minuten rötlich verfärbt, während die Typusvarietät mit oranger, unveränderlicher Milch beschrieben wurde. Allerdings tritt häufig nach einigen Stunden ein entsprechender Farbwechsel auf.

## Bedeutung

### Speisewert

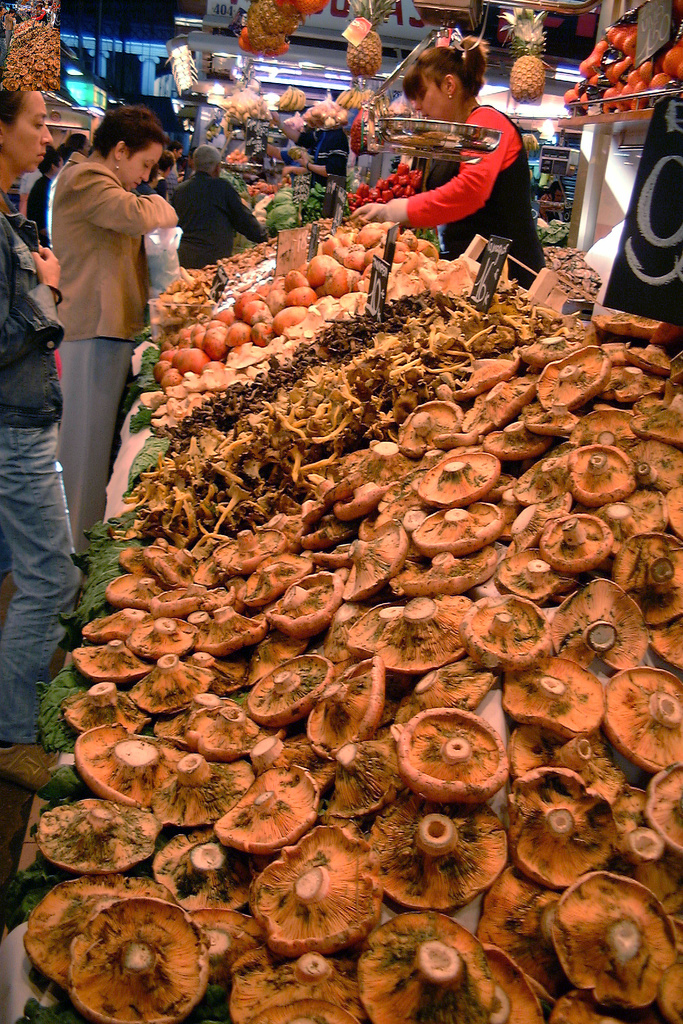
Marktstand in La Boqueria, Barcelona mit Edel-Reizkern und anderen Wildpilzen

Als Speisepilz entfaltet der Edel-Reizker seinen etwas süßlichen Geschmack durch kräftiges Anbraten. Sein Wert leidet aber unter Madenbefall, der bei diesem Pilz recht häufig auftritt. Sämtliche Reizkerarten sind weniger zum Kochen geeignet, sondern besser zum Braten. Nach dem Genuss von Reizkern kann sich der Urin rot färben, was jedoch harmlos ist.

### Briefmarken

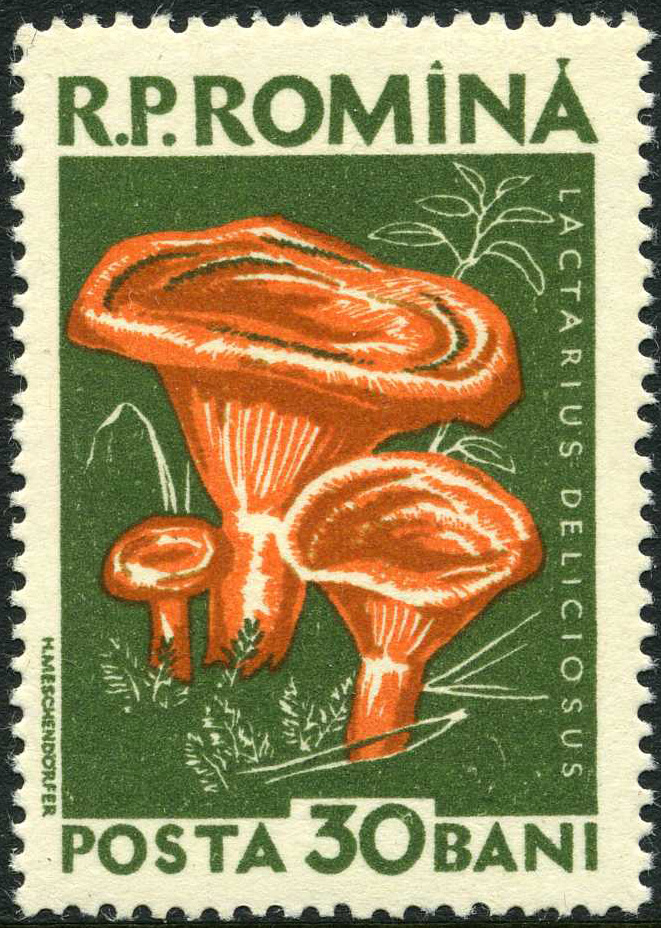
Briefmarke aus Rumänien, 1958
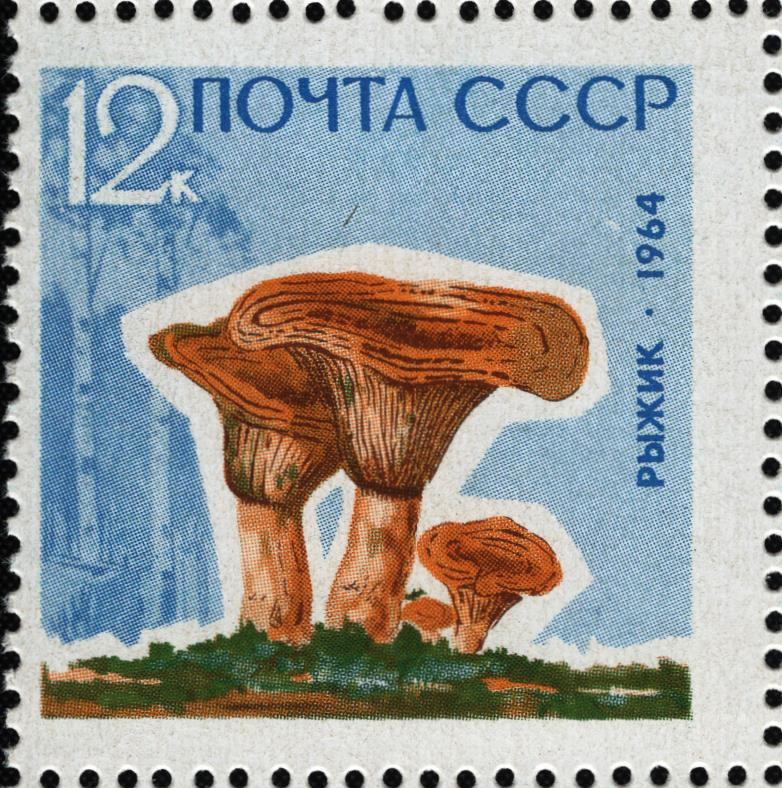
Briefmarke aus der Sowjetunion, 1964